# María de Baratta
María Mendoza de Baratta (27 de febrero de 1890 – 10 de junio de 1978) fue una compositora, musicóloga, pianista, precursora e investigadora folklorista salvadoreña. Utilizaba como pseudónimo el nombre de Yara Maya, en honor de su abuela indígena. Está considerada como la primera estudiosa del folclor salvadoreño. Desarrolló grandes investigaciones con el objetivo de fomentar la difusión y el conocimiento de la cultura indígena en la región, particularmente en El Salvador.

## Biografía
María Mendoza de Baratta nació en San Salvador, fue hija del doctor José Ángel Mendoza y de María García de Mendoza, reconocida pianista, de acuerdo con registros del Museo de la Palabra y la Imagen (MUPI). Su madre fue su primera profesora, y además, recibió lecciones de solfeo con Agustín Solórzano. Continuó su formación en el Conservatorio Nacional con Maria Zimmerman y Antonio Gianoli. Otros profesores fueron Juan Aberle, Vicente de Arrillaga, Alfredo Villalba y Antonio Yianilli. Entre 1926 y 1938 Baratta tuvo una importante carrera uno en los principales conservatorios y salas de arte de América y Europa. Representó a El Salvador en varios congresos americanistas y sobre folklore. Formó parte del Ateneo de El Salvador, la Academia de Historia Salvadoreña y la Unión de Mujeres Americanas. En 1962 fue nombrada Mujer de las Américas (New York).
A partir de los 28 años, María de Baratta emprendió sus estudios e investigaciones en torno al folclore salvadoreño, produciendo una serie de obras que le valieron proyección internacional debido a la gran relevancia de sus contribuciones al estudio y la valorización de la cultura indígena regional.
Entre sus obras más destacadas se encuentra Cuzcatlán Típico: Ensayo sobre etnofonía de El Salvador: Folklore, Folkwisa y Folkway, donde Maria de Baratta subraya la relevancia del año 1931 como un punto de inflexión en el impulso y consolidación del folclore salvadoreño.
Durante ese año, se realizaron importantes aportes al estudio y difusión de la cultura nacional, entre los cuales fueron: 
- Miguel Ángel Espino, con ''Mitología de Cuzcatlán'', obra en la que rescató tradiciones y leyendas indígenas.

- Francisco Gavidia, a través de ''Cómo cantan allá'', una recopilación de poemas y textos con temáticas vinculadas al folclore.
- Jorge Lardé y Larín, gran aporte por sus valiosas investigaciones arqueológicas.
- Arturo Ambrogi, quien describió con maestría escenas tradicionales del campo salvadoreño.
- Juan Ramón Uriarte, aporte con su obra ''Cuzcatlanología'', centrada en la identidad nacional.
- Alfredo Espino, reconocido escritor por su poesía de corte regionalista.
- Miranda Ruano, autor de ''Voces del Terruño'', obra de profundo contenido costumbrista.
- Salvador Salazar Arrué (Salarrué), reconocido por sus escritos como por sus pinturas, que reflejan el alma del pueblo salvadoreño.
- Alberto Masferrer, quien se destacó como defensor y promotor de los derechos del pueblo indígena en El Salvador.[6]

Así, María Baratta, en conjunto con otros referentes de la vida cultural salvadoreña, realizó valiosos aportes al estudio, preservación y difusión del folclore nacional.
Para María de Baratta, hablar de folclore implicaba abordar una amplia gama de manifestaciones culturales que el término en sí no lograba abarcar por completo. Explicó que la palabra folklore proviene de los vocablos ingleses folk, que significa "pueblo", y lore, que puede traducirse como "tradición" o "relato".
Con base en diversas opiniones científicas, Maria de Baratta sostenía que el término folklore resultaba insuficiente para referirse con precisión a expresiones culturales como los bailes o las canciones de origen indígena. Por ello, con el respaldo del profesor Arthur Posnansky, propuso el uso de dos términos más específicos: folkvisa, para aludir al cancionero popular de un grupo étnico y folkway, para describir las fiestas, costumbres, ritos y ceremonias de los pueblos indígenas.
En consonancia con esta visión, su obra ''Cuzcatlán Típico'' lleva como subtítulo los términos folklore, folkvisa y folkway, reflejando así el enfoque riguroso y detallado de su análisis sobre las distintas dimensiones de la ciencia folclórica.
La folklorista salvadoreña es autora de diversas obras sobre temas autóctonos, compuso 14 obras musicales y 25 estilizaciones folclóricas, las cuales solo algunos fueron publicados, entre ellos destacan el "Canto al Sol", "Ofrenda de la Elegida", "Los Tecomatillos", "Nahualismo", "El Teocalli" (ballet), "Procesión Hierática", "Danza del Incienso", "El Cancionero de la jarra verde" y su "Cuzcatlán Típico" (1951). Esta publicación, "Cuzcatlant típico", es uno de los primeros y más detallados registros escrito y fotográfico de la música de algunos pueblos indígenas del territorio salvadoreño.